# Carlo Becchi
Carlo Maria Becchi (* 20. Oktober 1939 in Turin) ist ein italienischer theoretischer Physiker.
Becchi studierte an der Universität Genua, wo er 1962 seinen Abschluss machte. Er ist seit 1976 Professor für theoretische Physik an der Universität Genua. Zweimal (zuerst 1983) war er dort Vorstand der Physik-Fakultät. 1997 bis 2003 war er Vorsitzender des Theorie-Komitees im nationalen italienischen Kernforschungsinstitut INFN.
Becchi begann mit Untersuchungen über den Photoeffekt in der Kernphysik (Thema seiner Dissertation). In den 1960er Jahren befasste er sich mit Quarks und den zugehörigen unitären Symmetrien. Seit 1971 befasste er sich mit Renormalisierungstheorie. Er wurde dabei für seine Entwicklung des BRST-Formalismus mit Raymond Stora und Alain Rouet um 1975 bekannt, einer Methode zur Quantisierung von Systemen mit Nebenbedingungen wie Eichtheorien. 2009 erhielt er dafür den Dannie-Heineman-Preis für mathematische Physik mit Stora, Rouet und Igor Tyutin. Becchi ist seit Anfang der 1990er Jahre Mitherausgeber der Zeitschrift Nuclear Physics B. 
Seit 1991 ist er Herausgeber von Nuclear Physics B.

## Schriften
- mit Giovanni Ridolfi: Introduction to relativistic processes and the standard model of electroweak interactions, Springer 2005
- mit Rouet, Stora: The Abelian Higgs-Kibble-Model. Unitarity of the S-Operator, Physics Letters B, Bd. 52, 1974, S. 344
- mit Rouet, Stora: Renormalization of Gauge Theories, Annals of Physics, Bd. 98, 1976, S. 287